# ISO 3166-2:AM
Kódy ISO 3166-2 pro Arménii identifikují 10 provincií a 1 město (stav v roce 2015). První část (AM) je mezinárodní kód pro Arménii, druhá část sestává z dvou písmen identifikujících provincii.

## Seznam kódů
| Kód   | Provincie     | Hlavní město |
| ----- | ------------- | ------------ |
| AM-AG | Aragacotn     | Ašatarak     |
| AM-AR | Ararat        | Artašat      |
| AM-AV | Armavir       | Armavir      |
| AM-ER | město Jerevan |              |
| AM-GR | Gegharkunik   | Gavarr       |
| AM-KT | Kotajk        | Hrazdan      |
| AM-LO | Lorri         | Vanadzor     |
| AM-SH | Širak         | Gjumri       |
| AM-SU | Sjunik        | Kapan        |
| AM-TV | Tavuš         | Idževan      |
| AM-VD | Vajoc Dzor    | Jeghegnadzor |